# Vratislav
Vratislav ist ein tschechischer männlicher Vorname.

## Namensträger
- Vratislav (mährischer Fürst) (8./9. Jh.), angeblicher Begründer von Bratislava
- Vratislav I. (888–921), Fürst von Böhmen
- Vratislav II. (1035–1096), erster König von Böhmen
- Vratislav von Brünn (nach 1111-nach 1146), Fürst von Brünn
- Vratislav von Pernstein (1463–1496), mährisch-böhmischer Adliger
- Vratislav von Pernstein (1530–1582), mährisch-böhmischer Adliger
- Vratislav Eusebius von Pernstein (1594–1631), mährisch-böhmischer Adliger, Rittmeister im Dreißigjährigen Krieg
- Vratislav Effenberger (1923–1986), tschechischer Kunsttheoretiker
- Vratislav Blažek (1925–1973), tschechischer Dramaturg und Filmszenarist
- Vratislav Mazák (1937–1987), tschechoslowakischer Zoologe
- Vratislav Lokvenc (* 1973), tschechischer Fußballspieler
- Vratislav Greško (* 1977), slowakischer Fußballspieler